# محمد ريحان
محمد ريحان (توفي 14 مايو 2021) ممثل مصري.

## عن حياته
قدم أدوارًا متنوعة في العديد من المسلسلات التلفزيونية والإذاعية. غالبية أدواره تدور في إطار الرجل الطيب أو الأب. شارك في المسلسل الشهير سوق العصر.

## من أعماله

### المسلسلات
| - بت القبايل: 2020 - عفاريت عدلي علام:2017-صديق - طعم الحياة:2017 - مأمون وشركاه:2016 - أستاذ ورئيس قسم:2015-شيخ الجامع - من الجاني؟:2015-إبراهيم / ضيف ح9 - ولاد السيدة:2015-ضيف شرف - عيون القلب:2015 - مولانا العاشق:2015 - إمبراطورية مين:2014 - دهشة:2014-العمدة - الوالدة باشا:2013 - حاميها وحراميها:2013-الحاج توفيق - أهل الهوى:2013-علي شعراوي - العراف:2013-القاضي - جوز ماما ( ج3):2013 - الصقر شاهين:2013 - باب الخلق:2012 - ابن ليل:2012 - ربيع الغضب:2012 - هرم الست رئيسة:2012 - الخفافيش:2012 - أشجار النار:2012-الشيخ بكر - النار والطين:2012 - مكتوب على الجبين:2011 - مشرفة رجل من هذا الزمان:2011 - السائرون نياما:2010 - سنوات الحب والملح:2010 - موعد مع الوحوش:2010-بشير - قضية صفية:2010 - الجماعة:2010-الشيخ الديجوي - سي عمر وليلى أفندي:2010 | - أبو ضحكة جنان:2009-إمام جامع - ابن الأرندلي:2009-ضيف شرف - أفراح إبليس:2009 - عبودة ماركة مسجلة:2009-شخص قابله عبودة في القطار - لو كنت ناسي:2009 - حقي برقبتي:2009-محمود والد المحامية سامية - نساء لا تعرف الندم:2009 - راجل وست ستات (ج5، 6):2009، 2010 - الوتر المشدود:2009 - الوديعة والذئاب:2009 - علي مبارك:2008 - عاليها واطيها:2008 - ذكريات العام القادم:2008 - السماح:2008 - العارف بالله الإمام عبدالحليم محمود:2008 - قصة الأمس:2008-الريس زيد - قلب ميت:2008 - شرف فتح الباب:2008 - ليل الثعالب:2008 - قلب امرأة:2007 - الملك فاروق:2007-الوزير محمد محمود باشا - أمير الشرق عثمان دقنة:2007 - عمارة يعقوبيان:2007-والد طه الشاذلي - عيون و رماد:2007 - سلطان الغرام:2007 - من أطلق الرصاص على هند علام:2007 - حكايات المدندش:2007 - المصراوية (ج1، 2):2007، 2009 - أصعب قرار:2007 - حارة الزعفراني:2006 | - العزبة:2006 - قلوب تائهه:2006 - علي يا ويكا:2006 - قضية نسب:2006 - حياتي أنت:2006 - اللي اختشوا ماتو:2006 - على باب مصر:2006-بدر الدين البادرائي - المطعم شي توتو:2006 - ومضى عمري الأول:2006 - مواطن بدرجة وزير:2006 - الحب موتا:2005 - الظاهر بيبرس:2005 - الإمام محمد عبده:2005 - السلمانية:2005-عبده الحريري - كارنتينا:2005 - أريد حلا:2005 - ينابيع العشق:2005 - ابناء الامجد:2004 - أشرار وطيبين:2004 - إمرأة من نار:2004 - قلبي يناديك:2004 - أحلام هند الخشاب:2004 - ملاعيب شيحة:2004 - المرسي والأرض:2004 - كناريا وشركاه:2003 - أنوار الحكمة:2003 - خان القناديل:2003 - الليل وآخره:2003 - إمام الدعاة:2003-الشيخ المهدي - فارس الرومانسية:2003 | - مسألة مبدأ:2003-ضيف شرف - تعالى نحلم ببكره:2003 - غدا يوم اخر:2003 - رجل الأقدار:2003 - سيف اليقين:2002 - طرح البشر:2002 - قاسم أمين:2002 - الأصدقاء:2002-محامي صديق لرأفت - حلم ابن السبيل:2002-المعلم لطفي - البر الغربي:2001 - سوق العصر:2001-الحاج جاب الله والد شوق - الرقص على سلالم متحركة:2001-ضيف شرف - قسمتي ونصيبي:2001-حبيش أبو عنبايه - البيضاء:2001 - ابن ماجة ... القزويني:2000 - وجع البعاد:2000 - الوشاح الأبيض:2000-صابر - سامحوني ماكنش قصدي:1999 - حلم العمر كله:1999 - نسر الشرق (ج1):1999-ابن مرزوق - نور القمر:1999 - العيش والملح:1998-القاضي - حب تحت الحراسة:1998 - الحساب:1998 - الأبطال (ج2):1997 - عوضين وإمبراطورية عين:1997 - محمد رسول الله (ج1):1980 - الدنيا و ما فيها - قلوب فقدت الحب - عباد الرحمن |

- موسى:2021

### السينما
- خلاويص:2018-والد حسن
- حلم عزيز:2012-
- عزازيل:2011-الشيخ
- مجنون أميرة:2009-
- بحبك وبموت فيك:2005-
- أيام السادات:2001-الوزير سيد مرعي

### أخرى
| - مسلسل اذاعي: رحلة حرب الشوبكشي:2018 - مسلسل اذاعي: هارب على سفر:2010 - سهرة تليفزيونية: الأقنعة:2006 | - مسرحية: عطيل:2005 - سهرة تليفزيونية: المقعد الخلفي:2003 - سهرة تليفزيونية: أحلام الكمنجاتي:2001 | - مسرحية: البرواز:1966 - سهرة تليفزيونية: النسيم العليل عليل: - مسرحية: الغازية والدرويش: |

## روابط خارجية
- محمد ريحان على موقع الدهليز
- محمد ريحان على موقع قاعدة بيانات الأفلام العربية